# Sun Yue (basquetebolista)
Sun Yue (Cangzhou, China, 6 de novembro de 1985) é um basquetebolista chinês que atualmente joga pelo Beijing Ducks na Liga Chinesa.

## Carreira
Sun Yue integrou a Seleção Chinesa de Basquetebol em Pequim 2008, terminando na oitava posição.